# نگوبات
نِگوبات (به انگلیسی: Negobot) که با نام‌های لولیتا (به انگلیسی: Lolita) یا ربات گفتگوی لولیتا (به انگلیسی: Lolita chatbot) نیز شناخته می‌شود، یک ربات مکالمه است که در سال ۲۰۱۳ توسط محققان دانشگاه دئوستو و Optenet برای شناسایی پدوفیل‌های آنلاین معرفی شد. این ربات یک عامل مکالمه است که از پردازش زبان طبیعی (NLP)، بازیابی اطلاعات (IR) و یادگیری ماشینی استفاده می‌کند. از آنجایی که ربات برای جذب و ردیابی شکارچیان بالقوه، نقش یک زن جوان را بازی می‌کند، در رسانه‌ها به «لولیتای مجازی» مشهور شد که برگرفته از رمان ولادیمیر نبکوو است.

## زمینه
در سال ۲۰۱۳، محققان دانشگاه Deusto مقاله ای در مورد کار خود با نگو بات منتشر کرده و متن را به صورت آنلاین در در دسترس قرار دارند. در چکیده خود، محققان به این موضوع پرداختند که تعداد فزاینده ای از کودکان از اینترنت استفاده می‌کنند و این کاربران جوان، نسبت به دیگران بیشتر در معرض خطرات اینترنتی موجود هستند. هدف اصلی آنها ایجاد یک ربات گفتگو بود که بتواند تهدیدگران آنلاین که برای کودکان خطری بالقوه محسوب می‌شوند را به دام بیندازد. آنها قصد داشتند این ربات را در سایت‌هایی که شکارچیان در آن بیشتر فعالیت می‌کنند مانند شبکه‌های اجتماعی و اتاق‌های گفتگو مستقر سازند. محققان دانشگاه از اطلاعات ارائه شده توسط سازمان فعال ضد پدوفیلیا عدالت برای منحرفین، از جمله نمونه‌هایی از تعارضات و گفتگوهای آنلاین با شکارچیان جنسی، برای تکمیل سیستم هوش مصنوعی برنامه استفاده کردند.

## خصوصیات

### شخصیت برنامه‌ریزی شده
ربات گفتگو تظاهر می‌کند یک دختر ۱۴ ساله ساده لوح و آسیب‌پذیر است. برنامه نویسان ربات، از روش‌های هوش مصنوعی و پردازش زبان طبیعی برای ایجاد یک عامل مکالمه ای مسلط به زبان عامیانه نوجوانان، غلط‌های نگارشی آنها و مسلط بر فرهنگ عامه استفاده کردند. از طریق این ویژگی‌های زبانی، ربات می‌تواند سبک مکالمه نوجوانان را تقلید کند. او همچنین دارای شخصیت‌های مجزا و هفت الگوی مختلف مکالمه است. خالق اصلی نگو بات، دکتر کارلوس لاوردن، اهمیت سبک ارتباطی قابل تشخیص ربات را بیان کرد و اظهار داشت که معمولاً «ربات‌های گفتگو بسیار قابل پیش‌بینی هستند» رفتار و علاقه آنها به مکالمه ثابت است و این امر در هنگام تلاش برای شناسایی اهداف غیرقابل اعتماد، مانند پدوفیل‌ها مشکل ایجاد می‌کند." چیزی که نگو بات را متمایز می‌کند، ویژگی نظریه بازی آن است که به ربات این امکان را می‌دهد تا «مکالمه بسیار واقعی تری را با فرد مورد نظر حفظ کند.» این ربات علاوه بر اینکه می‌تواند از یک نوجوان کلیشه ای تقلید کند، می‌تواند پیام‌ها را به زبان‌های مختلف نیز ترجمه نماید.

### نظریه بازی
طراحان نگو بات آن را با توانایی برخورد با مکالمات با شکارچیان بالقوه به گونه‌ای برنامه‌ریزی کردند که گویی یک بازی است، هدف جمع‌آوری هرچه بیشتر اطلاعات در مورد مظنون است که بتواند شواهدی از ویژگی‌ها و انگیزه‌های پدوفیلیک ارائه دهد. استفاده از تئوری بازی به تصمیماتی که ربات می‌گیرد، جهت کلی مکالمه را شکل می‌دهد.
ربات عملیات مخفی خود را با وارد شدن به گفتگو به عنوان یک شرکت کننده غیرفعال آغاز کرده و منتظر شروع مکالمه توسط یک کاربر می‌ماند. هنگامی که کاربر مکالمه ای را ایجاد می‌کند، ربات مکالمه را به گونه ای هدایت می‌کند که هدف را درگیر نگه می‌دارد، اطلاعات شخصی او را استخراج می‌کند و او را از ترک کردن مکالمه منصرف می‌سازد. سپس اطلاعات ثبت می‌شود تا در صورت نیاز به پلیس ارسال شود. اگر به نظر برسد که سوژه علاقه ای به ادامه مکالمه ندارد، ربات تلاش می‌کند تا با ابراز تنهایی و نشان دادن نیاز عاطفی از طریق پاسخ‌های استراتژیک و محاسبه شده، به فرد احساس گناه داده و در نهایت تعامل را طولانی‌تر کند. علاوه بر این، ربات ممکن است اطلاعات جعلی دربارهٔ خود ارائه دهد تا هدف را به ملاقات حضوری ترغیب کند.

### محدودیت‌ها
با وجود اینکه نگو بات قادر به انجام یک مکالمه نسبتاً واقعی است، هنوز نمی‌تواند ظرافت‌های زبانی از جمله طعنه، را در پیام‌های دیگران تشخیص دهد.

## محل جدال
جان کار، متخصص امنیت آنلاین کودکان، نگرانی خود را در مورد قانونی بودن این تحقیقات مخفیانه به بی‌بی‌سی ابراز کرد. او ادعا کرد که استفاده از این ربات برای کاربران ناآگاه اینترنت می‌تواند نوعی به دام انداختن یا آزار و اذیت تلقی شود. او گفت که نوع اطلاعاتی که نگو بات از شکارچیان آنلاین بالقوه جمع‌آوری می‌کند، بعید است در دادگاه تأیید شود. علاوه بر این، او هشدار داد که تنها اتکا به نرم‌افزار، بدون هیچ گونه نظارت پلیسی در دنیای واقعی، افراد را به انجام دادن یا گفتن چیزهایی ترغیب می‌کند که اگر از وجود نظارت پلیس در دنیای واقعی مطلع بودند، آنها را انجام نداده و نمی‌گفتند.